# 徐應聘 (萬曆進士)
徐應聘（1555年—1616年），字伯衡，號端銘，直隸蘇州府崑山縣人，民籍，明朝政治人物。

## 生平
萬曆十年（1582年）壬午科應天府鄉試第一百九名，萬曆十一年（1583年）癸未科會試第三百五名，登三甲第二百一十二名進士。改庶吉士，十三年授翰林院檢討。十八年告病，萬曆二十一年，京察中被詆毀，辭官。家居十餘年，二十三年起補歸安縣丞，二十四年升南京行人司副，遷尚寶司丞，二十九年升任太僕寺少卿，四十一年养病，四十三年補光禄寺少卿，四十四年升太仆寺少卿，本年卒於任內，享年六十二岁。著有《春王正月辨》、《友竹居诗集》。  

## 家族
曾祖徐申，曾任刑部主事；祖父徐一元，曾任縣主簿；父徐汝龍。母顧氏。曾孫徐元文，順治己亥進士；徐乾學，康熙庚戌進士；徐秉義，康熙癸丑進士；玄孫徐樹庸，康熙辛未進士；徐樹本，康熙丁丑進士。